# Tomas Kaukėnas
Tomas Kaukėnas (ur. 1 maja 1990 w Ignalinie) – litewski biathlonista, olimpijczyk z Soczi i Pjongczangu.
Zadebiutował w biathlonie w rozgrywkach juniorskich w roku 2007.
Starty w Pucharze Świata rozpoczął zawodami w Ruhpolding w roku 2009, zajmując 100. miejsce w sprincie.
Podczas mistrzostw świata juniorów w roku 2007 w Martell zajął 60. miejsce w sprincie, 20. w biegu indywidualnym i 14. w sztafecie. Na Mistrzostwach Świata Juniorów 2008 w Ruhpolding zajął 45. miejsce w biegu indywidualnym, 43. w sprincie, 31. w biegu pościgowym oraz 14. w sztafecie. Na Mistrzostwach Świata Juniorów 2009 w Canmore zajął 33. miejsce w biegu indywidualnym, 8. w sprincie, 4. w biegu pościgowym oraz 6. w sztafecie.
Dwukrotnie reprezentował Litwę na zimowych igrzyskach olimpijskich. W 2014 roku na igrzyskach w Soczi wystąpił w trzech konkurencjach biathlonowych – w sprincie zajął 47. miejsce, w biegu pościgowym był 40., a w biegu indywidualnym uplasował się na 23. miejscu.
W 2018 roku ponownie uczestniczył w igrzyskach olimpijskich. Podczas ceremonii otwarcia pełnił rolę chorążego reprezentacji Litwy. W zawodach jego najlepszym rezultatem było 13. miejsce w biegu pościgowym. Poza tym zajął 17. miejsce w sprincie, 30. w biegu masowym i 78. w biegu indywidualnym. Wraz z Nataliją Kočerginą, Dianą Rasimovičiūtė-Brice i Vytautasem Strolią wziął udział również w rywalizacji sztafet mieszanych, jednak litewska sztafeta została zdublowana i sklasyfikowana na 19. miejscu.

## Osiągnięcia

### Igrzyska olimpijskie
| Rok  | Miejscowość | Konkurencje | Konkurencje | Konkurencje | Konkurencje | Konkurencje | Konkurencje | Konkurencje |
| Rok  | Miejscowość | IN          | SP          | PU          | MS          | RL          | MR          | SR          |
| ---- | ----------- | ----------- | ----------- | ----------- | ----------- | ----------- | ----------- | ----------- |
| 2014 | Soczi       | 23.         | 47.         | 40.         | –           | –           | –           | nd.         |
| 2018 | Pjongczang  | 78.         | 17.         | 13.         | 30.         | –           | 19.         | nd.         |
| 2022 | Pekin       | 70.         | 80.         | –           | –           | 14.         | –           | nd.         |

### Mistrzostwa świata
| Rok  | Miejscowość          | Konkurencje | Konkurencje | Konkurencje | Konkurencje | Konkurencje | Konkurencje | Konkurencje |
| Rok  | Miejscowość          | IN          | SP          | PU          | MS          | RL          | MR          | SR          |
| ---- | -------------------- | ----------- | ----------- | ----------- | ----------- | ----------- | ----------- | ----------- |
| 2011 | Chanty-Mansyjsk      | 74.         | 60.         | 59.         | –           | 25.         | –           | nd.         |
| 2012 | Ruhpolding           | 74.         | 62.         | –           | –           | 21.         | 25.         | nd.         |
| 2013 | Nové Město na Moravě | 23.         | 22.         | 38.         | 29.         | 24.         | 24.         | nd.         |
| 2015 | Kontiolahti          | 73.         | 60.         | 56.         | –           | 23.         | 23.         | nd.         |
| 2016 | Oslo                 | 70.         | 21.         | 47.         | –           | 23.         | 23.         | nd.         |
| 2017 | Hochfilzen           | 46.         | 31.         | 41.         | –           | 25.         | –           | nd.         |
| 2019 | Östersund            | 63.         | 55.         | dns.        | –           | 21.         | 24.         | –           |
| 2020 | Anterselva           | 74.         | 62.         | –           | –           | 24.         | –           | –           |
| 2021 | Pokljuka             | 53.         | 76.         | –           | –           | 26.         | –           | 24.         |
| 2023 | Oberhof              | 34.         | 70.         | –           | –           | 16.         | –           | 21.         |
| 2024 | Nové Město           | 70.         | 43.         | lap.        | –           | 20.         | –           | –           |
| 2025 | Lenzerheide          | 58.         | –           | –           | –           | –           | –           | –           |

### Mistrzostwa świata juniorów
- 2007 Martell – 20. (bieg indywidualny), 60. (sprint), DNS. (bieg pościgowy) 14. (sztafeta)
- 2008 Ruhpolding – 45. (bieg indywidualny), 43. (sprint), 31. (bieg pościgowy) 14. (sztafeta)
- 2009 Canmore – 33. (bieg indywidualny), 8. (sprint), 4. (bieg pościgowy), 6. (sztafeta)

### Puchar Świata

#### Miejsca w klasyfikacji generalnej
| Sezon     | Miejsce           |
| --------- | ----------------- |
| 2012/2013 | 63.               |
| 2013/2014 | 58.               |
| 2014/2015 | -                 |
| 2015/2016 | 75.               |
| 2016/2017 | 73.               |
| 2019/2020 | 85.               |
| 2020/2021 | niesklasyfikowany |
| 2021/2022 | niesklasyfikowany |
| 2022/2023 | niesklasyfikowany |
| 2023/2024 | niesklasyfikowany |
| 2024/2025 | niesklasyfikowany |